# ألف سنة
بدأ استخدام الاختصار بالشكل Kyr وهو يشير إلى ألف سنة أو آلاف السنين -اعتماداً على الرقم المرفق-، وقد كان شائعاً مسبقاً في بعض أعمال اللغة الإنجليزية، خاصةً في مجالات الجيولوجيا وعلم الفلك وتشير لوحدة قياس من 1000 سنة أو الألفية، ويشير الحرف الأول k لكلمة (ألف) "kilo" والتي تعني الألف، والتي قد تشير إلى الألف المفردة أو الآلاف حسب الاستعمال مع الرقم المرافق لها، فيما يشير الاختصار yr  إلى كلمة (سنة) "year" باستخدام الحرفين الأول والأخير منها.
فيما يعد هذا الاختصار غير صحيح اليوم ويار إلى الألفية (1000 سنة) بالأحرف اللاتينية بالرمز Ky فقط بناءً على وصاية من ISO/IEC 80000-3 التي تشير إلى استخدام باستخدام "Ky" (للكيلوأنوم kiloannum أي ألف سنة) وذلك لتجنب التحيز الإنجليزي لكلمة "year" باستخدام الجذر اللاتيني.

## وصلات خارجية
- How Many? A Dictionary of Units of Measurement, A
- How Many? A Dictionary of Units of Measurement, K
- How Many? A Dictionary of Units of Measurement, Y